# Siyar Bahadurzada
Siyar Bahadurzada (ur. 17 kwietnia 1984 w Kabulu) – afgański zawodnik mieszanych sztuk walki, międzynarodowy mistrz organizacji Shooto w wadze średniej oraz zwycięzca turnieju Ultimate Glory z 2011 roku. Trenował przez wiele lat w holenderskim klubie Golden Glory.

## Życiorys
Bahadurzada urodził się w Kabulu 17 kwietnia 1984 roku. Dorastał w niebezpiecznym środowisku, w czasie gdy w Afganistanie toczyła się wojna. Jego rodzina przeniosła się do Holandii w 1999 roku. Dziadek dał mu przydomek zabójca, gdy Siyar wygrywał bójki ze starszymi od siebie dziećmi. Bahadurzada zapisał się do klubu Tatsujin dojo (Golden Glory) i zaczął trenować pod okiem Martijna de Jonga.

## Kariera MMA
Karierę w MMA rozpoczął w 2002 roku. Walczył głównie na holenderskich galach Shooto. W 2007 roku zdobył w Japonii mistrzostwo tej organizacji, pokonując Japończyka Shiko Yamashitę. Obronił je dwukrotnie, za każdym razem nokautując przeciwnika.
W 2008 roku walczył dla japońskiej organizacji WVR na galach Sengoku. 5 marca zadebiutował w niej przegrywając z Japończykiem Kazuo Misakim przez poddanie. 28 września tego samego roku wystartował w Grand Prix wagi średniej. W pierwszej rundzie pokonał przez techniczny nokaut (niezdolność do walki - złamana ręka przy próbie obalenia) Evangelistę Santosa. W drugiej rundzie 1 listopada przegrał z Jorge Santiago przez poddanie (dźwignia skrętowa na staw skokowy) i odpadł z turnieju.
Poza występami dla zagranicznych promotorów, walczył również na galach z cyklu Ultimate Glory, organizowanych przez swój klub Golden Glory. 17 października 2009 roku na Ultimate Glory 11 stoczył zwycięski pojedynek z Robertem Joczem (większościowa decyzja sędziowska). W 2010 roku wystartował w turnieju wagi półśredniej. Wygrał go, zwyciężając wszystkie trzy walki przez TKO, najpierw z Derrickiem Noble'em na Ultimate Glory 12, następnie z Johnem Alessio na Ultimate Glory 13 i w rozegranym w 2011 roku w Moskwie finale z Tommym Depretem (Ultimate Glory 14). 14 kwietnia 2012 roku w swoim debiucie w UFC na gali UFC on Fuel TV: Gustafsson vs Silva błyskawicznie znokautował w 42 sekundy prawym podbródkowym Brazylijczyka Paulo Thiago. W 2013 stoczył dwa przegrane pojedynki m.in. przeciwko Dong Hyun Kimowi. 
W latach 2016–2018 wygrywał trzy pojedynki z rzędu w UFC, wszystkie przed czasem.

## Osiągnięcia
- 2003: Shooto Holland – 1. miejsce w turnieju wagi średniej (-84 kg)
- 2007–2010: międzynarodowy mistrz Shooto w wadze średniej
- 2011: Ultimate Glory – 1. miejsce w turnieju wagi półśredniej (-77 kg)